# Mazières-Naresse
 Mazières-Naresse  es una población y comuna francesa, en la región de Aquitania, departamento de Lot y Garona, en el distrito de Villeneuve-sur-Lot y cantón de Villeréal.

## Demografía
| 194 | 226 | 251 | 233 | 496 | 507 | 506 | 448 | 408 | 371 | 396 | 408 | 355 | 340 | 343 | 337 | 322 | 301 | 288 | 274 | 279 | 254 | 268 | 257 | 251 | 207 | 208 | 203 | 185 | 159 | 148 | 141 | 137 |
| Para los censos de 1962 a 1999 la población legal corresponde a la población sin duplicidades (Fuente: INSEE [Consultar]) |     |     |     |     |     |     |     |     |     |     |     |     |     |     |     |     |     |     |     |     |     |     |     |     |     |     |     |     |     |     |     |     |